# Jakob Heinrich von Flemming
Pour les articles homonymes, voir Flemming.
Jakob Heinrich, comte de Flemming, en allemand Jacob Heinrich Reichsgraf von Flemming, (Rewal, Poméranie 1667 - Vienne 1728) fut un général et homme d'État saxon.

## Biographie
Issu de la famille noble von Flemming et neveu du feld-maréchal Heino Heinrich von Flemming, il entra de bonne heure au service de l'électeur de Saxe, qui l'honora de son amitié, et fut nommé par Frédéric-Auguste, successeur de ce prince, feld-maréchal et premier ministre.
Il contribua puissamment à assurer sur la tête de son maître la couronne de Pologne qui lui était disputée par le prince de Conti. Il poussa avec vigueur la guerre contre Charles XII, et il ne tint pas à lui que ce prince ne fût arrêté lors de la visite imprudente qu'il vint faire à Dresde au roi Auguste.
Après la bataille de Pultawa, il essaya vainement d'assurer la Livonie à la Saxe, et de décider le roi de Prusse à déclarer la guerre à la Suède.

## Source
- Marie-Nicolas Bouillet  et Alexis Chassang (dir.), « comte de Flemming » dans Dictionnaire universel d’histoire et de géographie, 1878 (lire sur Wikisource)